# Koordynator Konferencji Episkopatu Polski ds. ochrony dzieci i młodzieży

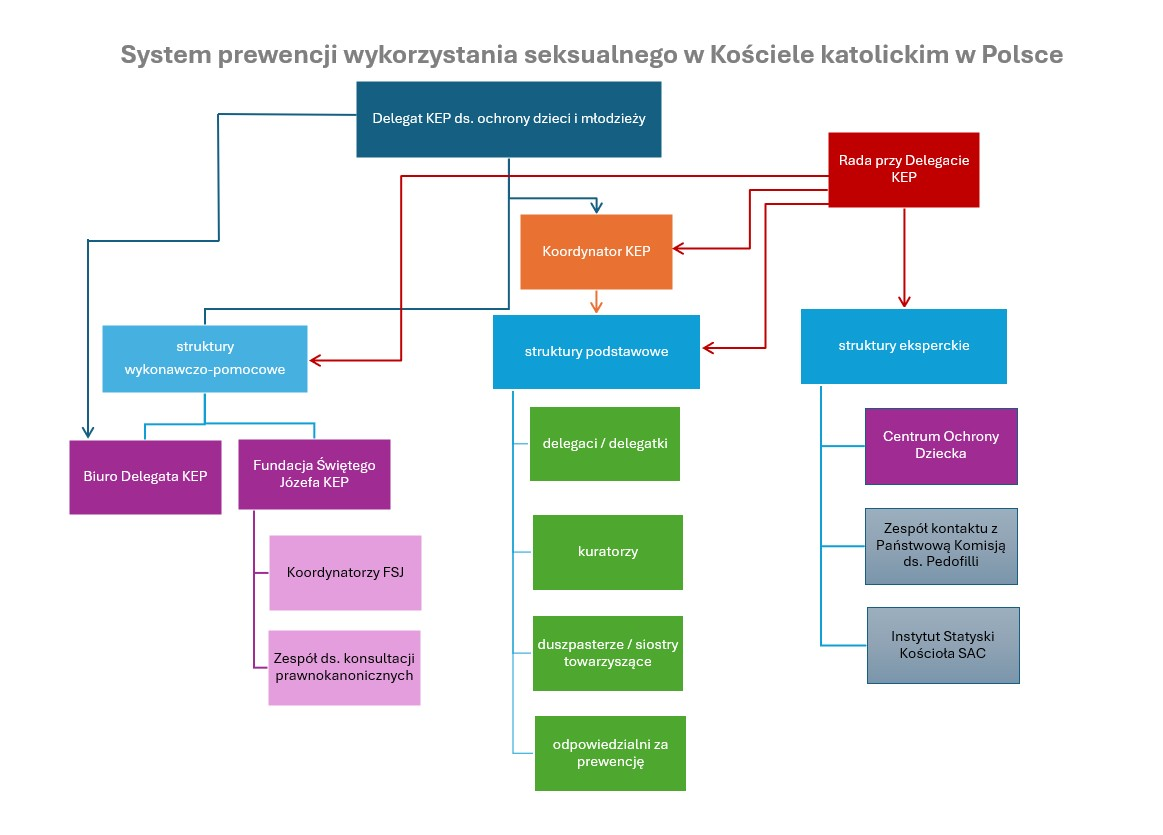
System prewencji wykorzystania seksualnego w Kościele katolickim w Polsce

Koordynator Konferencji Episkopatu Polski ds. ochrony dzieci i młodzieży – w Kościele katolickim w Polsce urząd, którego obowiązkiem jest wykonywanie zadań powierzonych przez Konferencję Episkopatu Polski w zakresie opracowywania merytorycznej strategii ochrony małoletnich i bezbronnych oraz wskazywanie kierunków działań kościelnego systemu prewencji. Funkcja ta została ustanowiona przez Konferencję Episkopatu Polski w czerwcu 2013. Od 2013 Koordynatorem Konferencji Episkopatu Polski ds. ochrony dzieci i młodzieży jest o. Adam Żak SJ (3 kadencje).

## Działalność
Podczas 362. Zebrania Plenarnego Konferencji Episkopatu Polski, które miało miejsce w Wieliczce, w dniach 21–22 czerwca 2013 utworzono nową funkcję Koordynatora ds. ochrony dzieci i młodzieży, powierzając mu za główne zadanie stworzenie systemu profilaktyki i programu edukacyjnego dotyczących przeciwdziałaniu wykorzystywania seksualnego dzieci i młodzieży w środowisku kościelnym.
Już w ciągu pierwszej kadencji (2013-2018)  Koordynatora KEP mianowany na tę funkcję o. Adam Żak SJ doprowadził do utworzenia struktur umożliwiających reagowanie na zgłaszane przełożonym kościelnym przypadki wykorzystania seksualnego małoletnich, a także przeszkolenia wyznaczonych w diecezjach i zakonach osób do przyjmowania zgłoszeń i do pomocy pokrzywdzonym. Z jego inicjatywy powstało Centrum Ochrony Dziecka w Krakowie.
Ponadto Koordynator KEP ds. ochrony dzieci i młodzieży odpowiada za to by działania systemu ochrony dzieci i młodzieży przed wykorzystaniem seksualnym w polskim Kościele były podejmowane adekwatnie do potrzeb, przez osoby kompetentne i fachowe co wiąże się również z prowadzeniem szkoleń w istotnych dla tych działań dziedzinach: psychologii, pedagogice i duchowości oraz wypracowaniem programów prewencji i wzorów dobrych praktyk.
Do zadań Koordynatora KEP należy przede wszystkim:
- wskazywanie kierunków działań systemu prewencji wykorzystania seksualnego w Kościele w Polsce, opracowywanie strategii ochrony małoletnich i bezbronnych
- dbanie o zachowanie standardów jakości w zakresie prewencji i ich upowszechnianie
- dbanie o merytoryczny poziom działań, szkoleń, warsztatów, publikacji itd. realizowanych w ramach systemu
- doradztwo podmiotom składającym się na system ochrony podejmowanie współpracy z instytucjami zajmującymi się ochroną małoletnich i bezbronnych w Polsce i za granicą
- koordynowanie prac zespołów roboczych delegatów, duszpasterzy, kuratorów i odpowiedzialnych za prewencję w diecezjach i jurysdykcjach zakonnych